# 昌克勒

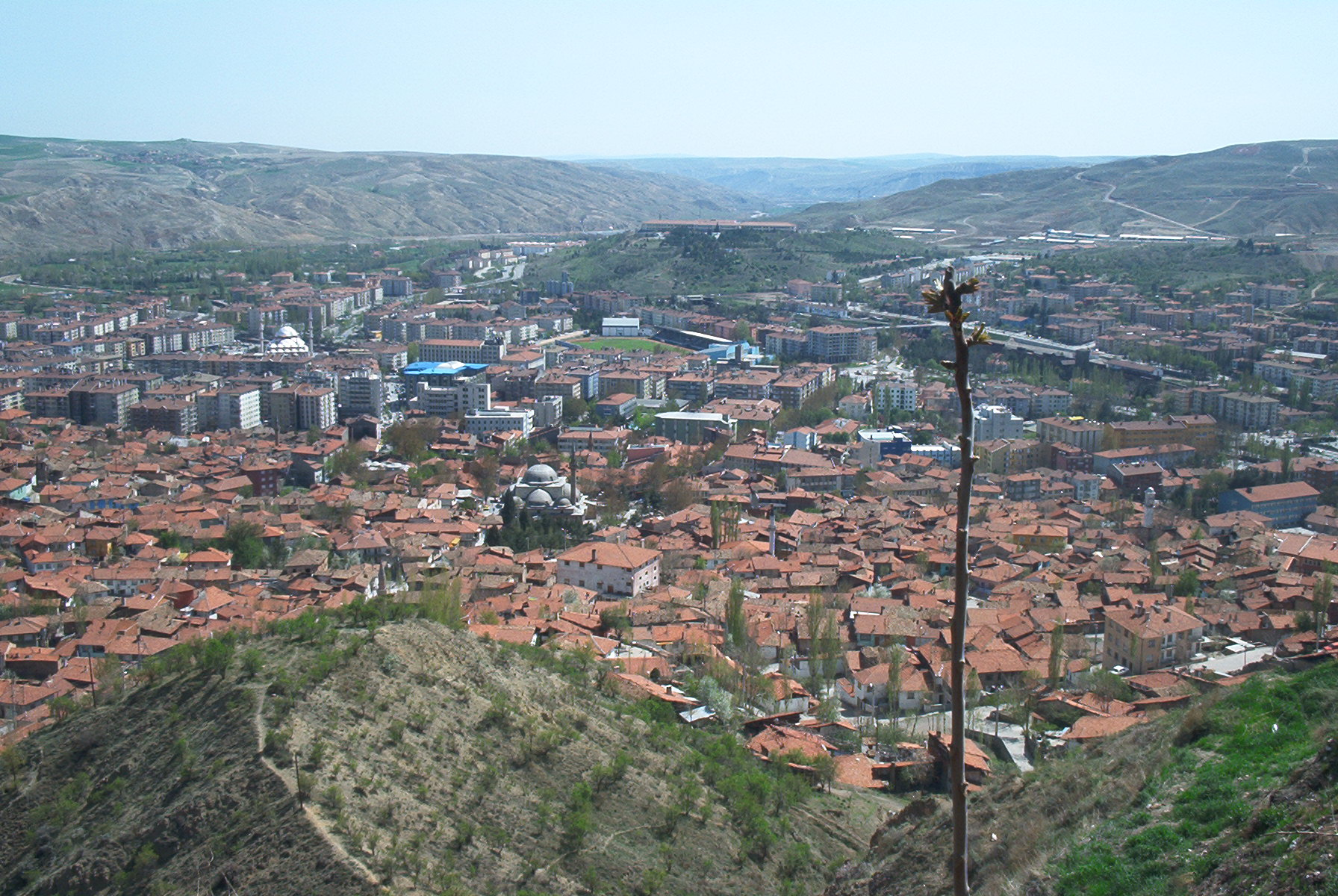
昌克勒

昌克勒（土耳其語：Çankırı）是土耳其的城市，也是昌克勒省的首府，位於該國北部，距離首都安卡拉140公里，面積1,347平方公里，海拔高度約800米，受大陸性氣候影響，每年平均降雨量408毫米，2010年人口80,590。